# Lê Khắc Tháo
Lê Khắc Tháo (1859-1887), hiệu: Tăng Trai; là một trong những thủ lĩnh của Khởi nghĩa Ba Đình ở Việt Nam.

## Tiểu sử
Ông là người làng Bái Giao, huyện Đông Sơn (sau là xã Thiệu Giao, huyện Thiệu Hóa; nay là phường Đông Tiến) thuộc tỉnh Thanh Hóa. Đỗ cử nhân vào thời Tự Đức, nhưng ông không ra làm quan.
Sau tháng 7 năm 1885, hưởng ứng dụ Cần Vương, Lê Khắc Tháo mộ quân ứng nghĩa chống Pháp, được cử giữ chức Tán tương quân vụ trong phong trào Cần Vương ở Đông Sơn (Thanh Hóa). Tháng 2 năm 1886, căn cứ Ba Đình được khởi công xây dựng ở huyện Nga Sơn (Thanh Hóa), ông đem quân tới tham gia tích cực. Từ đây, các thủ lĩnh nghĩa quân, trong có có ông, đã dẫn quân đi tấn công thành tỉnh Thanh Hóa đêm 11 rạng ngày 12 tháng 3 năm 1886.
Đầu năm 1887, quân Pháp tấn công căn cứ Ba Đình. Sau khi căn cứ này thất thủ, Lê Khắc Tháo rút quân lên miền núi, nhưng dọc đường bị sốt nặng rồi mất. Khi đó ông mới 28 tuổi.

## Tác phẩm
Trong thời gian tham gia phong trào Cần Vương, Lê Khắc Tháo có sáng tác một số thơ văn, nhưng nay chỉ còn lại một bài thơ, đó là:
| Quân trung ký hữu Thử sinh can đảm vô kình ngạc Đáo xứ giang sơn hữu quỷ thần Đối nguyệt dục cùng Hoàng Thạch lược Lâm phong trường ức Bạch y nhân | Trong quân gửi bạn Đừng đem kình ngạc dọa gan già Sông núi linh thiêng giúp đỡ ta Hoàng Thạch dưới trăng đem sách đọc Bạch y trước gió tưởng người qua. (Hoàng Tạo dịch) |

## Thương tiếc, ghi công
Nghe tin Tán tương quân vụ Lê Khắc Tháo mất, chí sĩ Nguyễn Thượng Hiền có làm bài thơ bằng chữ Hán để khóc ông, dịch ra như sau:
Ai lệ Tăng Trai
Nắm cỏ ngoài gươm giáo
Đau lòng giọt lệ rơi
Nước chảy đời mau chóng
Đêm khuya chuyện nửa lời.
Trời sao nên tỏ mãi
Mây gió cứ đi hoài
Chiêu hồn ôi đã vậy
Rau Thú Dương vắng người .
Hiện ở thành phố Thanh Hóa có con đường mang tên Lê Khắc Tháo; và ngôi nhà thờ ông (nhà thờ Lê Khắc Tháo) ở xã Thiệu Giao cũng đã được công nhận là di tích lịch sử cấp tỉnh .